# Bonfim do Piauí
Bonfim do Piauí är en kommun i Brasilien.   Den ligger i delstaten Piauí, i den östra delen av landet, 900 km nordost om huvudstaden Brasília. Antalet invånare är 5 393.
Omgivningarna runt Bonfim do Piauí är huvudsakligen savann. Runt Bonfim do Piauí är det glesbefolkat, med 15 invånare per kvadratkilometer.